# Homosexualität und Strafrecht
Homosexualität und Strafrecht is de naam van een in 1937 in Nazi-Duitsland verschenen proefschrift van Rudolf Klare, die naast jurist ook nationaalsocialist was. Het proefschrift is wel te omschrijven als homofoob en raadde aan lesbische vrouwen onder paragraaf 175 te laten vallen. Hiermee was Klare strenger dan de lijn van de nazi-partij als geheel; enkel mannelijke homoseksualiteit was in nazi-Duitsland strafbaar en viel onder paragraaf 175.

## Context
In 1933 hadden de nazi's de macht gekregen in Duitsland. Zij hadden vrij snel na deze machtsgreep de regulering van Schmutz und Schund-literatuur verscherpt en dit bekrachtig met hun boekverbranding in nazi-Duitsland. Tijdens deze boekverbrandingen werd het Institut für Sexualwissenschaft, dat geleid werd door Magnus Hirschfeld, vernietigd. Ook homohoreca werd verboden. Hiermee ging het grootste deel van de in de Weimarrepubliek opgebouwde lhbt-gemeenschap verloren.
Na de moord op Ernst Röhm, die in de Nacht van de Lange Messen werd gedood door de nazi-partij, had de partij zich ontdaan van de laatste openlijk homoseksuele, hooggeplaatste nazi. Röhm had namelijk de Sturmabteilung geleid, maar had de neiging - in weerwil van wat Hitler graag zag - homoseksuele vrienden met onvoldoende kennis en vermogens hoge posten te geven. Na zijn dood was de rem er af; vanaf 1934 zouden razzia's in homocafés in Berlijn plaatsvinden. De meesten van deze café's, zoals Eldorado, Toppkeller en Damenklub Violetta waren al in februari 1933, tegelijk met het verbod op Schmutz und Schund-literatuur, verboden. Toch waren er nog altijd illegale bijeenkomsten; zo zou Damenklub Violetta tot 1935 clandestien doorgaan. Het Gestapo richtte daarom een afdeling op die de clandestiene cafés opspoorde en de mannen gevangen nam. Zij zouden al snel naar concentratiekampen gebracht worden. Vanaf begin 1935 zou het Gestapo ook homoseksuelen in andere delen van Duitsland vervolgen. Reden hiervoor was dat volgens paragraaf 175, het wetsartikel dat homoseksualiteit verbood, enkel seksuele handelingen bestraft konden worden. Een daadwerkelijke veroordeling kon met deze paragraaf dus niet behaald worden wanneer iemand zich enkel ophield in een homocafé.
Om vervolging te vergemakkelijken, werd paragraaf 175 daarop uitgebreid. De formulering wordt zo vormgegeven, dat een enkele aanraking of slechts een ander aankijken al strafbaar werd, wanneer hier een homoseksuele begeerte aan ten grondslag lag. Toch werd vrouwelijke seksualiteit veel minder als een gevaar voor de staat gezien. Dit kwam waarschijnlijk voort uit de lagere organisatiegraad en relatieve onzichtbaarheid die lesbiennes hadden vergeleken met mannelijke homoseksuelen. De nazi's geloofden dat zij zich in de vrouwenbeweging ophielden en hadden deze vanaf 1933 structureel ontmanteld. Lesbische activiteiten waren niet strafbaar. Onder mannelijke homoseksuelen, zouden de vervolgingen na het aanscherpen van paragraaf 175 veel heftiger worden. Waar voor 1935 het aantal vervolgingen onder de 1.000 per jaar lagen, zouden deze aantallen eind jaren 1930 al opgelopen zijn tot bijna 8.000 per jaar.

## Schrijver
Rudolf Paul Klare, de schrijver van Homosexualität und Strafrecht, werd geboren op 14 maart 1913. Hij was al vroeg overtuigd nazi en zou al op 16-jarige leeftijd bij de Hitlerjugend gaan. Hij was daarmee een heel vroeg lid. Ook van de nazi-partij als geheel werd hij al vroeg lid; hij trad voor de machtsovername in 1933 al tot de gelederen in. Hij zou in 1933 naar de Sturmabteilung gaan, maar wist daar voor de Nacht van de Lange Messen weg te komen. Hij trad toe tot de Schutzstaffel en zou onderwijl zijn universitaire rechtenstudie afronden. In 1937 promoveerde hij op Homosexualität und Strafrecht. Klare zou het grootste gedeelte van de oorlog doorbrengen in Azië en stierf in 1945.

## Inhoud
Homosexualität und Strafrecht verklaart de verscherping van paragraaf 175 in 1935. Deze verscherping was noodzakelijk volgens Klare, omdat Duitse mannen continue verleid zouden worden om homoseksuele handelingen te verrichten. Om dit te voorkomen moesten strenge maatregelen genomen worden en moesten er straffen met hoge afschrikwekkende werking ingesteld worden. Klare hoopte echter dat deze straffen niet zouden voorkomen dat er gezonde, platonische vriendschappen tussen mannen zouden ontstaan.
Klare zag vrouwelijke homoseksualiteit als een gevaar voor de staat, net als mannelijke homoseksualiteit. Hij omschreef vrouwelijke homoseksualiteit als een voorbeeld van raciale achteruitgang. Zowel vrouwelijke als mannelijke homoseksuelen zouden staatsvijanden zijn, simpelweg omdat ze wat Klare zag als de natuurlijke orde bedreigden. Lesbiennes zouden vrouwen verleiden hun natuurlijke positie als echtgenote en moeder op te geven en hen lesbisch 'maken'. In tegenstelling tot de gangbare houding rondom vrouwelijke homoseksualiteit in deze periode, stelde Klare dan ook voor om deze vorm van seksualiteit ook strafbaar te stellen in paragraaf 175. Deze verandering zou echter nooit doorgevoerd worden, waardoor lesbiennes onder het nazisme een iets grotere bewegingsruimte hadden dan mannelijke homoseksuelen.